# Educație obligatorie

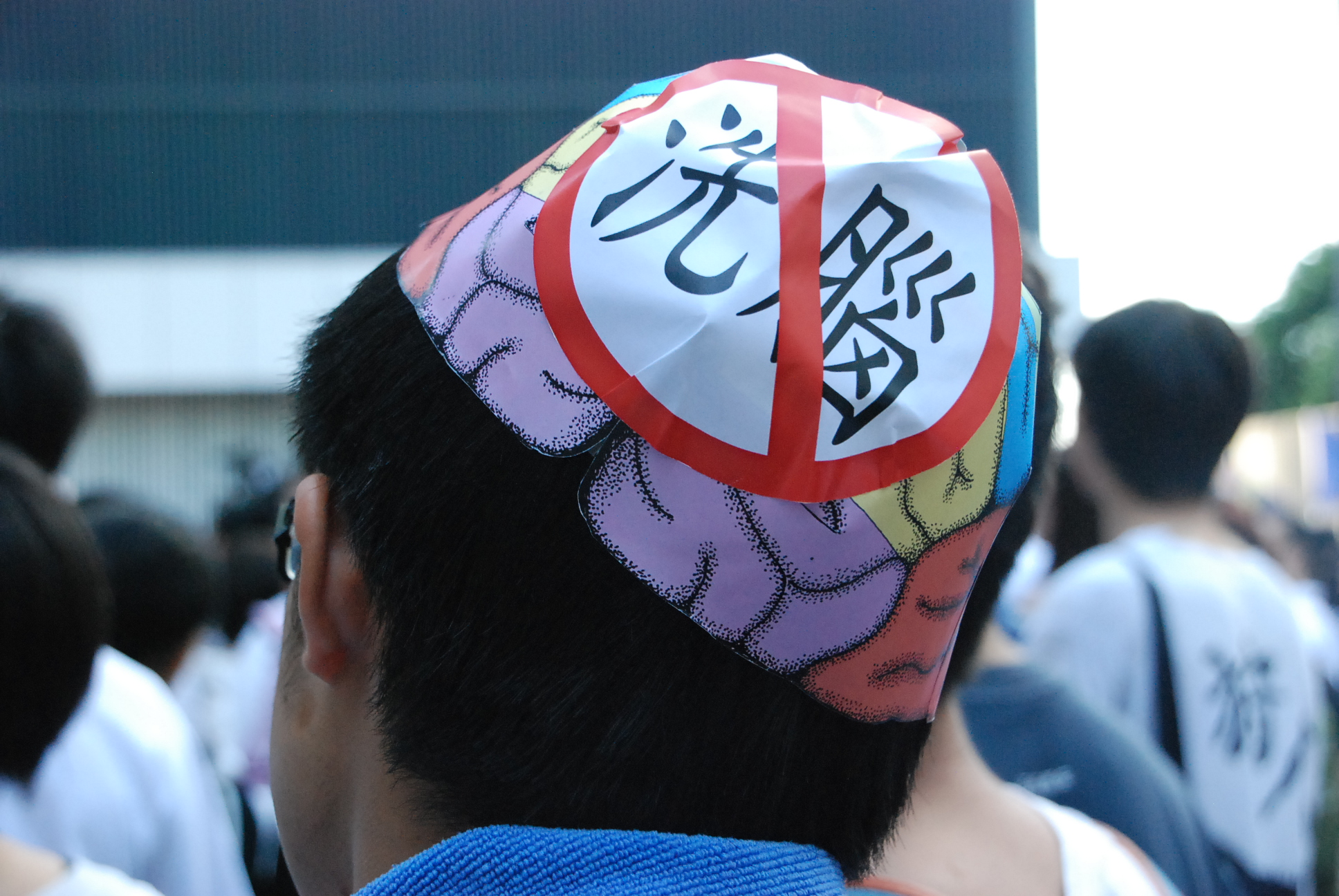
Îndoctrinarea în clasă, încorporarea conținutului politic în materialul de studiu sau profesorii care abuzează de rolul lor de a-și îndoctrina elevii merg împotriva obiectivelor educației care caută libertatea de gândire și gândirea critică.

Educația obligatorie se referă la o perioadă de timp în care parcursul educațional este impus prin lege cetățenilor unui stat. Se poate face in școli sau prin școlire acasă.